# Comte d'Est-Anglie
Le titre de comte d'Est-Anglie fut créé après la soumission du royaume d'Est-Anglie au roi du Wessex Édouard l'Ancien, en 917.

## Ealdormen anglo-saxons (917-1016)
En 917, les Danois d'Est-Anglie reconnaissent Édouard comme roi. Il est probable que ce territoire est attribué à l'ealdorman du sud-est de la Mercie, Æthelfrith. Son fils Æthelstan, devenu ealdorman en 932, est un seigneur très puissant, gouvernant un territoire étendu et apparaissant sur de nombreuses chartes, d'où son surnom de « Demi-Roi ».
- 932-956 : Æthelstan, fils du précédent
- 956-962 : Æthelwald, fils du précédent
- 962-992 : Æthelwine, frère du précédents
- 993-1002 : Leofsige
- 1004-1016 : Ulfcytel Snillingr ?

En octobre 1016, Ulfcytel est tué à la bataille d'Assandun contre les Danois.

## Jarls danois (1017-1044)
Les jarls d'Est-Anglie sont institués par Knut le Grand. Après avoir conquis l'Angleterre, il divise le royaume en régions facilement gouvernables et nomme Thorkell le Grand jarl d'Est-Anglie en 1017. Knut le déclare hors-la-loi avec sa famille en 1021, puis leur pardonna en 1023. Il est peu probable que Harald Thorkellson, le fils de Thorkell, ait succédé à son père, étant donné qu'il n'est décrit que comme otage ou fils adoptif du roi.
- 1017-1021 : Thorkell Strut-Haraldsson
- 1038-1044 : Thrui, peut-être en tant que « comte des peuples médians » (Earl of the middle people), dans l'est des Midlands[4]

## Comtes anglo-danois et normands (1044-1075)
La souveraineté anglo-saxonne sur l'Angleterre est restaurée en 1042 avec l'avènement d'Édouard le Confesseur.
- 1044-1051 : Harold Godwinson
- 1051-1052 : Ælfgar
- 1052-1053 : Harold Godwinson
- 1053-1057 : Ælfgar
- 1057-1066 : Gyrth Godwinson

Gyrth est tué aux côtés de son frère Harold à la bataille d'Hastings, le 14 octobre 1066. Après la conquête normande de l'Angleterre, Guillaume le Conquérant nomme comte Ralph l'Écuyer.
- 1066-v.1069 : Ralph l'Écuyer
- vers 1069-1075 : Raoul de Gaël

À la suite de la révolte des comtes, à laquelle prend part Raoul, Guillaume découpe l'Est-Anglie en domaines plus petits, parmi lesquels le Norfolk, le Suffolk et Cambridge.

## Source de traduction
- (en) Cet article est partiellement ou en totalité issu de l’article de Wikipédia en anglais intitulé « Earl of East Anglia » (voir la liste des auteurs).